# Блейк, Джеймс (музыкант)
Джеймс Блейк (англ. James Blake) — британский певец, композитор из Лондона. Дебютный альбом James Blake вышел 7 февраля 2011 года.

## Биография
Сын Джеймса Лахерланда, известного рок-исполнителя. Закончил Голдсмитский колледж в Лондоне в 2010 году.
Своим личным другом и наставником считает новозеландского музыканта и композитора Коннана Мокасина, сказав, что «его присутствие всегда заставляет меня чувствовать, что я могу сделать что угодно».

## Карьера

### Radio Silence
На BBC Radio 1, где Блейк проводит свои эфиры раз в месяц, был анонсирован третий альбом под названием «Radio Silence».

### Overgrown
7 февраля 2013 года, Блейк анонсировал свой новый альбом — «Overgrown», который будет доступен 8 апреля 2013 года. Первый сингл из альбома, «Retrograde», дебютировал на радио BBC Radio 1, 11 февраля.
Трек-лист альбома был опубликован 25 февраля 2013 года.

## Дискография

### Альбомы
- 2011 — James Blake
- 2013 — Overgrown
- 2016 — The Colour in Anything
- 2019 — Assume Form
- 2021 — Friends That Break Your Heart
- 2023 — Playing Robots into Heaven

### EP
- Air & Lack Thereof, 2009
- The Bells Sketch, 2010
- CMYK, 2010
- Klavierwerke, 2010
- Enough Thunder, 2011
- Love What Happened Here, 2011

### Синглы
- CMYK, 2009
- Limit to Your Love, 2010
- The Wilhelm Scream, 2011
- Lindisfarne / Unluck, 2011
- Retrograde, 2013
- Don’t Miss It, 2018
- If The Car Beside You Moves Ahead, 2018
- You’re Too Precious, 2020